# James E. Ferguson

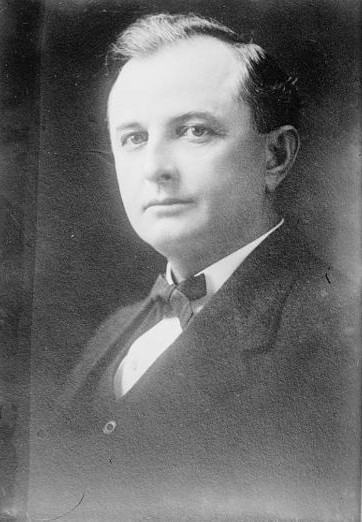
James E. Ferguson

James Edward „Pa“ Ferguson (* 31. August 1871 in Salado, Texas; † 21. September 1944 in Austin, Texas) war ein US-amerikanischer Politiker und von 1915 bis 1917 Gouverneur des Bundesstaates Texas.

## Frühe Jahre
James Ferguson besuchte das Salado College, wurde aber wegen Disziplinlosigkeit von der Anstalt verwiesen. Danach verdiente er sich sein Geld als Aushilfskraft in verschiedenen Stellen im Westen der Vereinigten Staaten. Er arbeitete in den Weinbergen von Kalifornien, der Holzindustrie im Bundesstaat Washington sowie in den Quarzminen von Colorado und Nevada. Danach kehrte er nach Texas zurück, wo er als Vorarbeiter beim Brückenbau tätig war. In Texas hat er dann auch Jura studiert. 1897 wurde er als Rechtsanwalt zugelassen. Danach arbeitete er in Belton als Anwalt. Damals stieg er auch in andere Geschäfte wie das Versicherungswesen, den Immobilienmarkt und das Bankgeschäft ein. Im Jahr 1907 zog er in den Ort Temple, wo er zusammen mit einigen Partnern die Temple State Bank gründete.

## Gouverneur von Texas
James Ferguson war Mitglied der Demokratischen Partei. Bis zu seiner Wahl zum Gouverneur stand er politisch eher im zweiten Glied. Er hat die Wahlkämpfe einiger Gouverneure und Senatoren geleitet und war als Gegner der Prohibition bekannt. Nach einigen innerparteilichen Diskussionen zwischen den Anhängern und den Gegnern der Prohibition wurde Ferguson zum Kandidaten seiner Partei für die Gouverneurswahl des Jahres 1914 nominiert. Nach der gewonnenen Wahl konnte er sein neues Amt am 19. Januar 1915 antreten. In seiner ersten Amtszeit, die bis Januar 1917 lief, setzte er sich für eine Schulreform ein. Damals wurde unter anderem die Schulpflicht offiziell eingeführt und es entstanden drei neue Anstalten zur Lehrerausbildung.
Bei den Gouverneurswahlen des Jahres 1916 wurde Ferguson erwartungsgemäß wiedergewählt. Aber schon im Wahlkampf kamen Gerüchte über Unregelmäßigkeiten auf. Unter anderem wurde ihm die Veruntreuung staatlicher Gelder vorgeworfen. Hinzu kam noch ein Streit mit der University of Texas. Die Verwaltung dieser Universität hatte sich geweigert, einige Mitglieder des Lehrkörpers auf Wunsch Fergusons zu entlassen. Dieser sperrte daraufhin alle der Universität zugedachten Gelder. Inzwischen hatten sich die Betrugs- und Unterschlagungsvorwürfe erhärtet und ein Verfahren zur Amtsenthebung gegen Gouverneur Ferguson wurde eingeleitet. Als offensichtlich war, dass er seines Amtes enthoben würde, trat er einen Tag vor dem erwarteten Urteilsspruch am 25. August 1917 von seinem Posten zurück. Sein Vizegouverneur William P. Hobby trat seine Nachfolge an.
Unabhängig davon musste der Staat Texas seinen Beitrag zu den Kriegsanstrengungen der Bundesregierung unter Präsident Woodrow Wilson für den Ersten Weltkrieg leisten. Das bedeutete: Rationierung von Lebensmitteln und Treibstoffen, Rekrutierung neuer Soldaten für die Streitkräfte sowie die Umstellung der Produktion auf Rüstungsgüter.

## Weiterer Lebenslauf
James Ferguson fand sich mit seiner gescheiterten Gouverneurszeit nicht ab. In den folgenden Jahren bewarb er sich jeweils erfolglos um eine Rückkehr in sein ehemaliges Amt, außerdem um einen Sitz im US-Senat (1922) und 1920 sogar als Kandidat der kurzlebigen American Party um die amerikanische Präsidentschaft. Dabei kam er mit seinem Running mate William Jervis Hough über 47.968 Stimmen, was einem Anteil von 0,2 Prozent entsprach, nicht hinaus. Dann unterstützte er die erfolgreichen Wahlkämpfe seiner Frau Miriam, die 1924 und 1932 jeweils zur Gouverneurin von Texas gewählt wurde. James Ferguson starb im Jahr 1944. Er und Miriam Ferguson hatten zwei gemeinsame Kinder.